# Khudumelapye
Khudumelapye est une ville du Botswana.